# 岡本美鈴
岡本 美鈴（おかもと みすず、1973年1月30日 - ）は、日本の女子フリーダイビング選手。旧姓、平井 美鈴（ひらい みすず）。東京都出身。
東京フリーダイビング協会(TFC) およびラッキーフィンパラグーダ所属。2007年から2010年まで、日本フリーダイビング協会(JAS)理事を務める。ヨガインストラクター（日本ヨーガ学会）、グラフィックデザイナーの肩書も持つ。マネジメントは株式会社スポーツゲイン。2014年7月現在の自己記録は、CWT競技・水深90mで、世界歴代記録3位タイ。
- Purna Freediving School 主宰。
- AIDA 4star Freediver、AIDAフリーダイビングインストラクター
- Apnea Academy フリーダイビングインストラクター
- AIDA ジャッジ level E。
- NAUIスクーバインストラクター。

## 人物
幼少の頃から水泳が苦手で海にも興味がなく、プールやビーチでは遊ぶのみ。自分は海や水泳とは無関係で生きていくと思っていた。高校時代は新体操に熱中。
1995年3月20日に地下鉄サリン事件に遭遇し、もうろうとする意識の中で初めて死を身近に感じた。翌年1996年には卵巣腫瘍が見つかり、手遅れ寸前の重傷。
1999年、小笠原旅行でシュノーケリングを初体験するが、海慣れしていないためにライフジャケットを着用。この時に水中でイルカと自由に泳ぐスキンダイバーを見て憧れる。当時は水泳は25mを泳ぐのがやっとのカナヅチだったが、その後小笠原に通うようになり、少しずつ潜れるようになった。2003年にフリーダイビング競技をスタートして以降、本格的にイルカと一緒に泳げるようになったのが2004年の御蔵島から。この時、イルカや大自然から「今、生きる事の大切さ」を教わったと言う。
2013年、ギリシャで行われたAIDAフリーダイビング世界選手権個人戦で、日本人初の銀メダルを獲得。地下鉄サリン事件に遭遇し病院に搬送された体験から、フリーダイビング競技に挑む原点とは「暗黒の世界からの浮上。生きる喜びを実感したい」と語る。
フリーダイバーとしては、「限界＝ゴール」ではなく、「限界＝スタート」と考えていて、現在も世界新記録を目指し日々トレーニングに励んでいる。
ヨーガはフリーダイビングの記録向上のために始めたが、その奥深さに感動。2014年現在、ライフワークとしてインストラクター活動の傍ら、自らヨーガの実践を重ねている。
世界一を狙える競技センスと親交的なキャラクター、そして海洋保全PR活動等によって、地上波・新聞・雑誌などメディア出演が増加中。キャッチフレーズは「海を敬愛するリアル・マーメイド」。
趣味は灯台巡り。ニックネームは「みみずん（海外ではMimi）」。

## 略歴
- 2006年 CWT競技で初めて日本記録樹立
- 2008年 AIDAフリーダイビング世界選手権（Egypt）団体戦＝3位・銅メダル
- 2009年 AIDAフリーダイビング世界選手権（Bahamas）個人戦＝CWT4位
- 2010年 AIDAフリーダイビング世界選手権（沖縄）団体戦＝1位・金メダル
- 2010年 NPOエバーラスティングネイチャーと、海洋環境保全PR活動「Marine Action」を創設
- 2011年 AIDAフリーダイビング世界選手権（Greece）個人戦＝CWT3位・銅メダル
- 2012年 AIDAフリーダイビング世界選手権（France）団体戦＝1位・金メダル
- 2012年 AIDA Vertical Blue 2012 国際大会（Bahamas）個人戦＝CWT1位・金メダル、FIM3位・銅メダル
- 2012年 海洋2種目でのアジア記録＆日本記録（競技歴10年で日本女子No.1の座に君臨）
- 2012年 麗水国際博覧会・日本館サポーターに抜擢される（SMAP草彅剛、さかなクン等、全7名）
- 2013年 AIDAフリーダイビング世界選手権（Greece）個人戦＝CWT2位・銀メダル
- 2014年 AIDAフリーダイビング世界選手権（Italy）団体戦＝2位・銀メダル
- 2014年 AIDA Vertical Blue 2014 国際大会（Bahamas）個人戦＝CWT1位・金メダル
- 2015年 AIDA Vertical Blue 2015 国際大会（Bahamas）個人戦＝CWT1位・金メダル（-92m：歴代世界3位、アジア記録、日本記録）
- 2015年 AIDAフリーダイビング世界選手権（Cyprus）個人戦＝CWT1位・金メダル（-90m）
- 2016年 AIDAフリーダイビング世界選手権（Greece）団体戦＝1位・金メダル
- 2017年 AIDA Vertical Blue 国際大会（Bahamas）個人戦＝CWT4位（-94m）
- 2017年 AIDAフリーダイビング世界選手権（Honduras）個人戦＝CWT4位
- 2018年 AIDA Vertical Blue 国際大会（Bahamas）個人戦＝CWT5位（-95m）
- 2018年 CMASフリーダイビング世界選手権（Turkey）個人戦＝CWTB9位、FIM7位
- 2019年 AIDAフリーダイビング世界選手権（France）個人戦＝CWT5位
- 2019年 AIDA Authentic Big Blue（Greece）個人戦＝CWT1位・金メダル
- 2021年 CMAS Vertical Blue 国際大会（Bahamas）個人戦＝CWT4位（-100m）
- 2021年 AIDA Freedom Depth Game（Cyprus）個人戦＝CWT1位・金メダル
- 2022年 AIDA Vertical Blue 国際大会（Bahamas）個人戦＝CWT5位（-95m）、FIM10位

## 主な戦績・記録
※（ ）なしの太字は当時の日本記録
STA…スタティック・アプネア DYN…ダイナミック・ウィズ・フィン DNF・・・ダイナミック・ウィズアウト・フィン CWT・・・コンスタント・ウェイト・ウィズ・フィン
各種目の詳細についてはフリーダイビングの種類を参照。
SP…浮上後の失敗（失格） BO…ブラックアウト（失格）
| 年月日                  | 大会・公式記録会                                           | STA  | DYN  | DNF  | CWT   | 順位      |
| ----------------------- | ---------------------------------------------------------- | ---- | ---- | ---- | ----- | --------- |
| 2014年05月31日-06月01日 | 10th フリーダイビングインドアカップ2014 in 館山            | 5'51 | 177m | 114m | /     | 総合 優勝 |
| 2014年09月16日-09月27日 | AIDA FreeDiving Team WorldChampionships in Sardegna Italiy | 6'03 | 139m | /    | -81m  | 総合 2位  |
| 2014年11月27日-12月05日 | Vertical Blue 2014 in Bahamas                              | /    | /    | /    | -91m  | CWT 優勝  |
| 2021年07月13日-07月23日 | Vertical Blue 2021 in Bahamas                              | /    | /    | /    | -100m | CWT 4位   |

## 書籍
- 2010年06月22日 成山堂書店『スキンダイビング・セーフティ　～スノーケリングからフリーダイビングまで～』共著
- 2016年02月12日 学研プラス『スポーツ感動物語～アスリートの原点～第2巻・ゆずれない信念』（小中図書館、公共図書館用書籍）